# Orthotrichum bolanderi
Orthotrichum bolanderi là một loài rêu trong họ Orthotrichaceae. Loài này được Sull. mô tả khoa học đầu tiên năm 1874.